# Есенов, Таймураз Ахсарбекович
Таймураз Ахсарбекович Есенов (26 мая 1987; Россия, Северная Осетия, Беслан) — российский военнослужащий, танкист, старший сержант. Герой Российской Федерации.

## Биография
Таймураз родился 26 мая 1987 года в Беслане Северо-Осетинской АССР в многодетной семье. У Таймураза имеется 10 сестёр и братьев.
В 2006 году окончил бесланскую среднюю школу № 2. В школьные годы активно занимался спортом, а именно вольной борьбой. После окончания школы Есенов был призван на срочную военную службу в Воздушно-десантные войска в 56-й Десантно-штурмовой полк(в/ч 74507), базирующийся в городе Камышин Волгоградской области. В 2007 году был переведён в танковые войска, а в 2008 году перешёл на службу по контракту в том же подразделении. Таймураз три года служил в Чеченской Республике. (Ветеран боевых действий).
После того, как женился, уволился из армии. Работал на гражданке, но позже принял решение вновь вернуться в армию. Служил по контракту командиром танка в танковом батальоне 4-й гвардейской военной базы на территории Республики Южная Осетия (город Цхинвал).
В марте 2022 года Есенов по собственной инициативе был зачислен в составе танковой роты мотострелкового батальона, которая была сформирована для участия во вторжении России на Украину. Командир танка Т-72 танковой роты мотострелкового батальона 4-й гвардейской Вапнярско-Берлинской Краснознамённой, орденов Суворова и Кутузова военной базы 58-й общевойсковой армии Южного военного округа. В другом батальоне находился его младший брат по имени Азамат. Батальонная тактическая группа, в которую входил Таймураз Есенов, участвовала в боевых действиях в самопровозглашённой ДНР на Угледарском направлении.
По данным СМИ, перестал выходить на связь сразу после прибытия на место боевых действий, в ходе боя танк Есенова был подбит, а сам он был ранен и попал в плен. На апрель 2023 года является пропавшим без вести.

## Звания и награды
- Герой Российской Федерации (27 июня 2022 года Указом Президента Российской Федерации («закрытым») за мужество и героизм, проявленные при исполнении воинского долга, старшему сержанту Есенову Таймуразу Ахсарбековичу присвоено звание Героя Российской Федерации. Медаль «Золотая Звезда» была передана семье Героя 18 сентября 2022 года в Доме Правительства во Владикавказе первым заместителем министра обороны Российской Федерации Р. Х. Цаликовым и главой Республики Северная Осетия — Алания С. И. Меняйло[7].